# Utricularia choristotheca
Utricularia choristotheca este o specie de plante carnivore din genul Utricularia, familia Lentibulariaceae, ordinul Lamiales, descrisă de Peter Geoffrey Taylor. Conform Catalogue of Life specia Utricularia choristotheca nu are subspecii cunoscute.